# Sh2-147
Sh2-147 è un resto di supernova visibile nella costellazione di Cefeo.
Si individua sul bordo sudorientale della costellazione, a ridosso del confine con Cassiopea; il periodo più indicato per la sua osservazione nel cielo serale ricade fra i mesi di luglio e dicembre ed è notevolmente facilitata per osservatori posti nelle regioni dell'emisfero boreale terrestre, dove si presenta circumpolare fino alle regioni temperate calde.
Sh2-147 appare come una debole nebulosa costituente l'estremità occidentale di una regione di formazione stellare che comprende anche le vicine Sh2-148 e Sh2-149; il complesso si trova sul Braccio di Perseo alla distanza di 5300 parsec (17280 anni luce) ed è caratterizzato dalla presenza di numerose sorgenti di radiazione infrarossa. La supernova che originò Sh2-147 esplose circa 30.000 anni fa e lasciò la pulsar PSR J0538+2817, che possiede un periodo di 143 millisecondi. Da notare che uno studio approfondito del 2003 su questa pulsar indica una distanza di 800-1600 parsec.